# بخش کهریزک

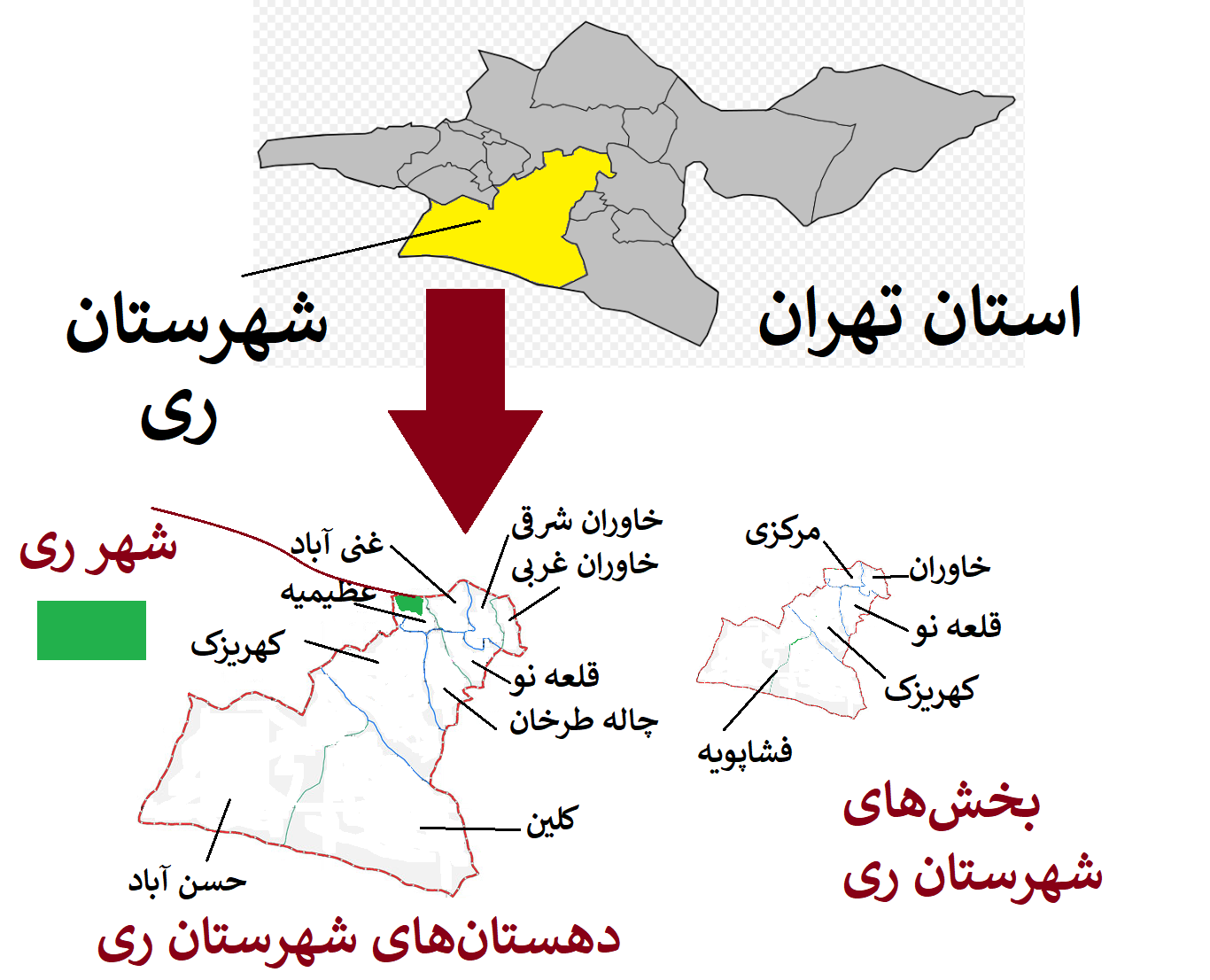
بخش‌ها و دهستان‌های شهرستان ری

بخش کهریزک یکی از بخش‌های شهرستان ری در استان تهران ایران است.

## جمعیت
بنابر سرشماری مرکز آمار ایران، جمعیت بخش کهریزک شهرستان ری در سال ۱۳۸۵ برابر با ۱۳۴۴۹۵ نفر بوده است.

## تقسیمات کشوری
- دهستان کهریزک
- شهرها: کهریزک و باقرشهر